# Тариф на електричну енергію

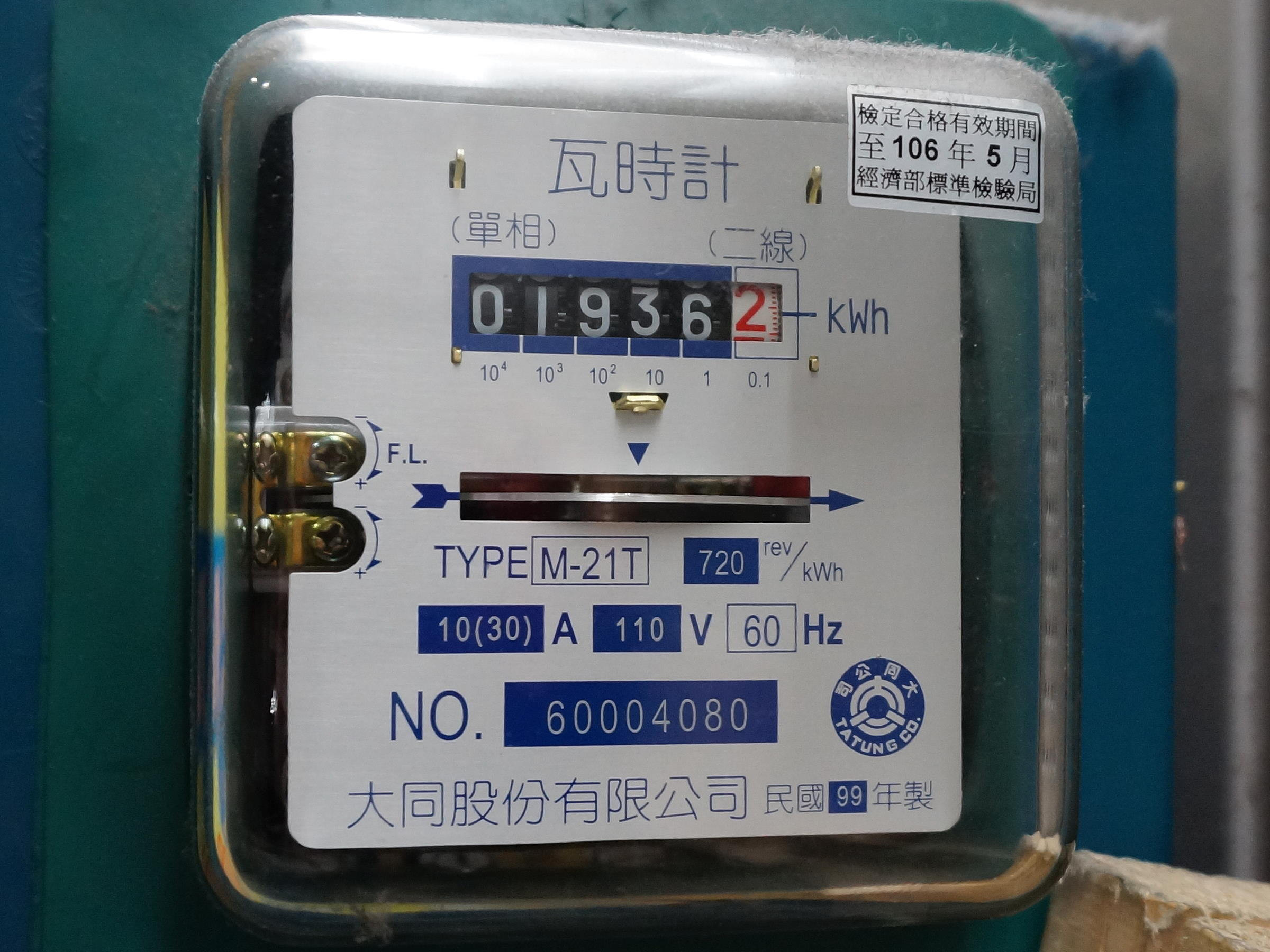
Простий дисковий індукційний лічильник електроенергії за яким по місцю необхідно знімати показники. Сучасні електронні лічильники здатні автоматично передавати показники при наявності встановленого обладнання енергорозподільчою компанією і навіть вимикати боржників

Тари́ф на електри́чну ене́ргію — визначена регулятором вартість електроенергії яка передається кінцевому споживачу. Для абонентів мережі, в Україні тарифікація електроенергії проводиться відповідно до нормативно-правових актів встановлених Національною комісією державного регулювання у галузі енергетики, НКРЕ. Тарифікація може бути як сталою, так і багатозональною. В окремих випадках може вводитись щомісячна пільгова потужність за зниженим тарифом.
Тарифи на електроенергію залежать від різних чинників.  Їх можна розподілити, відповідно до: рівня доступності виробничих потужностей, технологій виробництва електроенергії, улаштування електричної мережі або навіть соціально-економічного устрою країни. Однак, оскільки вартість енергії є передумовою доступу до гарного рівня життя — більшість сучасних технологій ґрунтуються на електроенергії — вартість електроенергії, як і інших видів енергії, також залежить від політичного вибору.  Отож, вплив згаданих вище умов, можна побачити в ціні на електроенергію.
Більш докладно, вартість електроенергії відбиває:
- наявність використовуваних енергетичних виробничих потужностей (гідрографічна мережа, вітер, сонце або паливо);
- спосіб улаштування електричних мереж;
- політику розвитку енергетики (зокрема, переваги надані вибору певного джерела(л), використовуваних та/або розроблених технологій, підходів, що застосовуються для розподілу та інвестиційної політики, тощо);
- економічний рівень країни, оскільки слабко-розвинені країни, здебільшого, націоналізують керування основними соціальними послугами, тоді як індустріально розвинені країни, переважно, приватизують їх (довідка: приблизно 80% енергетичних підприємств України станом на 2022 рік, були державними);[1]
- обрання способу впливу уряду країни (щодо встановлення цін, втручання політики, субсидії чи взагалі, звільнення від оплати).

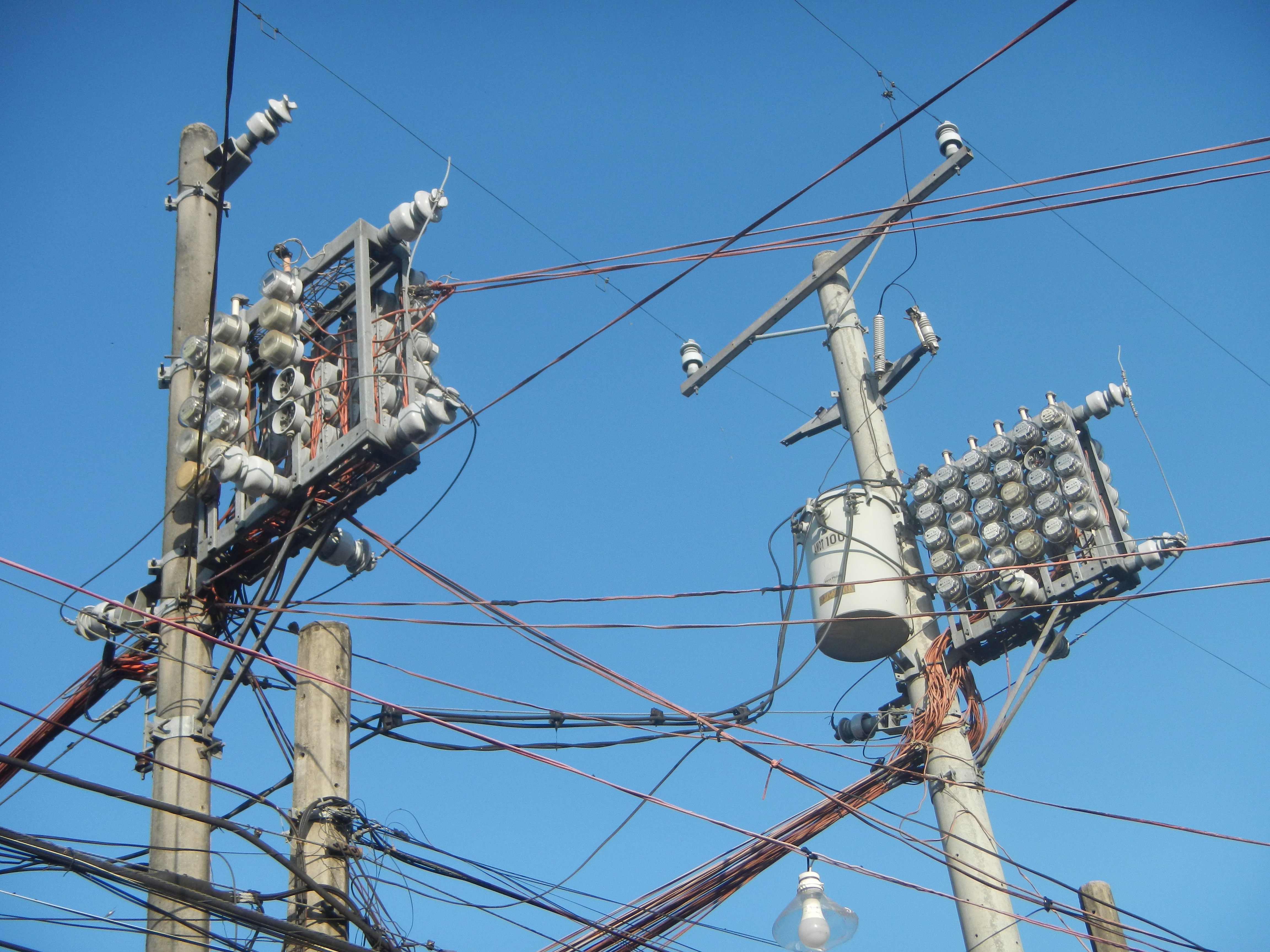
Лічильники електроенергії у Філіппінах, покази яких не можна побачити абонентам. Представник енергокомпанії або піднімається для зняття показників, чи отримує їх віддалено (наприклад за допомогою зорової труби). Лічильники розміщені на опорі, для запобігання викрадення електроенергії.

## Одиниці обліку
Отримувана потужність у дійсному часі вимірюється у ватах (скорочено Вт), унаслідок малої розмірності цієї одиниці, більш звичною для вжитку є одиниця у 1 кіловат (кВт), тобто 1000 Вт. На рідкокристалічному екрані сучасних електронних лічильників, можна бачити поточне (миттєве) споживання електроенергії в кіловатах, як числовий показ серед відображень інших відомостей — спожитої потужності, напруги, дійсного часу тощо. У разі відсутності дисплея — споживану потужність можна оцінити як частоту миготіння світлодіодних індикаторів у більш дешевих електромеханічних лічильниках. Якщо це задавнений індукційний лічильник — використовувану потужність видно на око, як швидкість обертання диску лічильника. Для домогосподарств, міра споживання електроенергії не тарифікується і відстежується зрідка, тож зазвичай, вона лежить у межах виділеної потужності на домогосподарство розміром 3...15 кВт, що в Україні забезпечується переважно, встановленням автоматичного вимикача або запобіжника з відповідним номінальним струмом, чи використанням сучасних електролічильників з вбудованим реле обмеження потужності. Щодо промислових споживачів, розмір потужності в істинному часі, зокрема може мати змінювану тарифікацію, може передбачатися облік як активної так і реактивної складової електроенергії, встановлення опломбованих від заміни автоматів для вимикання за певною силою струму, тощо.
Для підрахунку кількості спожитої електроенергії, береться до уваги ще одна обов'язкова складова — час який минув, тобто обчислюється це шляхом множення розміру переданої потужності у кіловатах на одиницю часу, для зручності, загальноприйнята одиниця — кВт·год. Тобто, для розуміння, 1 кВт·год буде відповідати ціні, яку заплатить споживач, якщо у нього буде увімкнений в розетку прилад потужністю 1000 Вт, наприклад праска, протягом 60 хвилин. Тариф на передану електроенергію не залежить від напруги мережі, оскільки враховується потужність⁣, а не напруга чи сила струму, але, у разі відхилення номінальної напруги мережі від нормативів у будь-який бік, споживач має право розраховувати на знижку у вартості спожитої енергії (водночас, це непросто довести чи відстежити). Для згладжування пікових вранішніх, денних та нічних навантажень на енергосистему, можуть застосовуватись 2 чи 3 періодичні обліки електроенергії. Такі лічильники враховують час доби, мають різну тарифікацію (нічний половинний тариф, тощо) і можуть мати значну вигоду для опалення, накопичування тепла, відкладених запусків для побутових приладів чи виробничих технологічних процесів.

## Тарифоутворення
Як зазначено вище, на ціну електроенергії у світі, впливає багато чинників, зокрема, вони загалом залежать від видатків на: будівництво, фінансування, обслуговування й експлуатацію електростанцій та електричних мереж (складної системи ліній передавання і розподілу електроенергії). Деякі комерційні комунальні підприємства також, можуть додавати фінансову віддачу для їхніх власників та акціонерів, у свої ціни на електроенергію.
В сучасній Україні, на ціну електроенергії, також надзвичайно впливають: бойові дії під час російсько-української війни, яка триває з 2014 року; захоплення агресором українських територій з вуглевидобувною (антрацит) галуззю та тепловими електростанціями на сході держави; руйнування Російською Федерацією, здебільшого після навали 24 лютого 2022 року бомбардуваннями (та підривами), енергетичних споруд України.

### США
Вартість електроенергії в США, залежить від кількох основних чинників:
- Паливо: ціни на паливо, особливо на природний газ і нафтове паливо (здебільшого на Гаваях і в селах на Алясці), можуть зрости в часи високого попиту на електроенергію, й коли існують обмеження або перебої в постачанні палива через надзвичайні погодні умови та випадкове пошкодження транспорту чи інфраструктури доправлення до місця призначення. Вищі ціни на паливо, своєю чергою, можуть призвести до зростання витрат на виробництво електроенергії.
- Витрати на електростанцію: кожна електростанція має видатки на фінансування, будівництво, обслуговування та підтримання обладнання в належному стані.
- Система передавання та розподілу: системи, що з’єднують електростанції зі споживачами, також мають витрати на будівництво, експлуатацію та технічне обслуговування, що охоплює усунення пошкоджень систем внаслідок аварій або надзвичайних погодних явищ (буревії, обмерзання, тощо) і покращення кібербезпеки.
- Погодні умови: надмірні температури можуть збільшити попит на опалення чи охолодження приміщень, а внаслідок цього, зростання попиту на електроенергію, тож можуть підвищитися ціни на паливо й електроенергію. Дощ і сніг забезпечують воду для недорогого виробництва гідроенергії, а вітер здатний забезпечити доволі дешеве виробництво електроенергії, коли його швидкість сприятлива. Однак, коли є посухи або змагальний попит на водні запаси (наприклад зрошення земель), або коли швидкість вітру спадає, втрата виробництва електроенергії з цих джерел, може спричинити тиск на інших виробників енергії/палива та ціни.

#### Керування тарифами
У деяких штатах, комісії з питань комунального господарства повністю керують цінами, тоді як в інших штатах діють поєднання некерованих цін (для виробництва) і керованих цін (щодо передавання та розподілу).
Вартість постачання електроенергії змінюється щохвилини. Однак більшість споживачів платять за тарифами, виходячи з сезонної вартості електроенергії. Зміни цін зазвичай, залежать від коливання попиту на електроенергію, наявності джерел енергії, вартості палива та наявності електростанцій. Ціни зазвичай найвищі влітку, коли загальний попит високий, оскільки для задоволення підвищеного споживання, додаються дорожчі джерела виробництва електроенергії.
Гуртова ціна електроенергії в електричній мережі, засвідчує оперативну вартість постачання електроенергії. Попит на електроенергію сприяє збільшенню вартості постачання електроенергії. Споживання електроенергії зазвичай, найвище у другій половині дня та ввечері (години пік), отож витрати на забезпечення електроенергією, переважно вищі в цей час.
Більшість споживачів платять ціни на основі середньої сезонної вартості постачання електроенергії, тож вони не відчувають щоденних коливань цін. Деякі комунальні підприємства пропонують своїм користувачам тарифікацію за певний час доби, щоби заохочувати заощадження електроенергії та зменшити на неї піковий попит.

#### Вид споживача
Роздрібні ціни на електроенергію в США зазвичай, найвищі для побутових і комерційних споживачів, оскільки розподілення електроенергії для них коштує дорожче. Промислові підприємства споживають більше електроенергії та можуть отримувати її за вищої напруги (мають власні трансформаторні підстанції), завдяки цьому постачання електроенергії таким користувачам є більш вигідним і дешевшим. Роздрібна ціна електроенергії для промислових споживачів, здебільшого, близька до гуртової ціни на електроенергію.
Для прикладу, 2021 року, середньорічна роздрібна ціна електроенергії в США становила близько 11,18 ¢ за кіловат-годину (кВт-год).
    Середньорічні роздрібні ціни на електроенергію за основними типами споживачів комунальних послуг 2021 року становили:
- побутові 13,72¢ (0,14 дол) за кВт·год
- комерційний 11,27¢ за кВт·год
- промислові 7,26 ¢ (0,07 дол; 2,66 грн по курсу на 2023) за кВт·год
- електротранспорт 10,21¢ за кВт·год

Ціни на електроенергію залежать від місцевості.
Ціни на електроенергію відрізняються залежно від розташування штату, від наявності там електростанцій і видів застосовуваного для її виробництва палива, місцевих витрат на постачання палива та норм ціноутворення. Наприклад, 2021 року, середньорічна роздрібна ціна на електроенергію для всіх типів споживачів електроенергії становила від 30,35 ¢ за кВт·год на Гаваях до 8,17 ¢ за кВт·год в Айдахо. Ціни на Гаваях є високими порівняно з іншими штатами, переважно через те, що більшість електроенергії там виробляється з нафтового палива, яке потрібно доправляти в острівний штат.

### Норвегія
Для прикладу, станом на вересень 2022 року, в Норвегії склалися небувало високі ціни на електроенергію. Оплата рахунків, стала надмірною для деяких родин, водночас низка заводів були змушені зупинити виробництво, оскільки їхні витрати просто виявилися занадто високими.
Якщо в лютому 2021 року, одна кіловат-година електроенергії коштувала в середньому 0,61 норвезьких крон (0,06 дол. США), то в серпні 2022 року вона сягнула 5,43 норвезьких крон (0,55 дол. США, тобто приблизно 21 українська гривня за кіловат-годину, 2023), отже відбулося майже десятикратне збільшення.

#### Висновки
- Оскільки електроенергія в Норвегії раніше була дуже дешевою, її заощадження не завжди було головною звичкою норвежців. Наприклад знаною, є схильність норвежців залишати увімкнене світло, навіть коли в будинку нікого немає. Покинутий на всю ніч освітлений порожній будинок — звичайне явище в Норвегії.
- Ще марнотратнішими звичками, є свідчення про ванни з гарячою водою в гірських хатках, які постійно залишають увімкненими «про всяк випадок», коли їхній власник забажає зненацька зануритися. Все це свідчить про те, що історично низькі ціни заохочували – або принаймні дозволяли, нестримне споживання.
- Високе споживання електроенергії в Норвегії пояснюється не лише низькими цінами, але й тим, що в країні холодний клімат і більшість будинків (цілком або додатково) опалюється електрикою, хоча дров’яні печі та теплові насоси є досить поширеними, а в деяких містах доступне централізоване опалення.
- 2022 рік відзначався меншою кількістю дощів, ніж зазвичай, у південній частині Норвегії та значно більшою кількістю на півночі. Оскільки гідроенергетика (здебільшого) забезпечує Норвегію недорогою електроенергією, менше опадів — означає, що водосховища гідроелектростанцій не досить заповнені, і це створює тиск щодо підвищення цін на електроенергію. Таке становище означає, що хоча деякі електростанції на півдні країни виробляють менше, вони отримують величезні прибутки, оскільки тарифи високі, а їхні внутрішні витрати залишаються незмінними. Тим часом у частинах центральної та північної Норвегії, деякі електростанції працювали зі збитками. Водночас, не вистачає пропускної здатності наявних ліній електропередавання з півночі на південь, тож розробляються плани стосовно виправлення такого становища, але можна очікувати, що пройде кілька років, перш ніж такі лінії будуть побудовані та введені в дію.

Трохи покращити стан енергоринку Норвегії, дозволили підводні кабелі, які 2021 року з'єднали енергетичні системи Норвегії та Німеччини і Великобританії. За образним висловом журналістів, німецькі ВДЕ (відновлювані джерела енергії), під'єднали до великої «акумуляторної батареї». Кабельна лінія електропередавання в Північному морі NordLink допоможе вирівнювати графіки навантаження енергосистем цих країн.

### Туреччина
У Туреччині, на додаток до тарифу, вартість крадіжки електроенергії відшкодовується на національному рівні, де користувачі в кожній провінції, сплачують однакову суму податку на крадіжку електроенергії, незалежно від розповсюдженості розкрадань у відповідній провінції (від 1,3% у Денізлі до 72,7% у провінції Мардін). З 2013 року, було декілька спроб регіоналізувати податок на крадіжки, але вони не були впроваджені. Національну систему оподаткування планується продовжити до кінця 2025 року.

## Енергоринок
2017 року — в Україні ухвалено закон (2019-VIII) про ринок електроенергії, який скасував цінове регулювання на цьому ринку.
Багатозональна, майже динамічна тарифікація, повсюдно використовується у міждержавних об'єднаних енергосистемах, коли учасники ринку, які об'єднані мережею, закуповують або продають небаланси потужності — у такому разі облік ведеться за динамічною ціною, і, часто відповідно до правил біржі: залежно від часу доби, погоди, енергопотреб — тариф завжди різний і зазвичай, обраховуються у вартості одного мегавату (МВт).
Під час планового або, іншими словами, «ручного регулювання», якщо не враховувати динамічності ринку та його біржовий характер, тарифікацію електроенергії можна поділити на три основні групи:
- Найдешевшою є електроенергія отримана з базової генерації (наприклад електроенергія атомних електростанцій). Оскільки маневровість атомних станцій мала та впирається у фізику роботи атомного реактора, така електроенергія найдешевша у структурі генерації.
- Середньою за вартістю є електроенергія, отримана зі станцій які слідують за навантаженням[en] — нові покоління малих атомних станцій, гідроелектростанції, теплові станції на газових турбінах, станції на біопаливі. Такі електростанції можуть нарощувати обсяги роботи у вранішні, денні та вечірні потреби та дещо зменшувати вироблення електроенергії у нічний час.
- Найдорожчою є електроенергія, отримана з пікових електростанцій. Такі електростанції можуть швидко покрити раптові великі потреби у разі аварій в енергосистемі, на магістральних лініях, непередбачених пікових потреб через погодні умови, непередбачених вимкнень групи споживачів коли електроенергію потрібно різко почати «споживати», щоби нормалізувати підвищення частоти в енергосистемі. До такої групи відносяться гідроакумулювальні станції, пневматичні станції, акумуляторні батареї, окремі теплоелектростанції. Насправді, пікові електростанції за своєю природою, часто є сховищем електроенергії яке є вичерпним.

## В Україні

### Тарифи для населення
з 1 березня 2017 по 31 грудня 2020 року для індивідуальних побутових споживачів діяв тариф при обсязі споживання до 250 кВт·год — 0,90 грн (0,03 дол.) за 1 кВт·год, понад 100 кВт·год — 1,68 грн (0,06 дол.) за 1 кВт·год.
З 1 січня по 30 вересня 2021 року тариф для населення становив 1,68 грн (0,06 дол.) за кВт·год. Зокрема, припинили дію знижені тарифи за 1 кВт·год, для наступних категорій споживачів:
- для житлових приміщень, обладнаних електроопаленням
- для багатодітних сімей, приймальних сімей та дитячих будинків сімейного типу
- для населення, яке проживає в 30-кілометровій зоні атомних електростанцій[11]

З 1 жовтня 2021 по 31 травня 2023 року для індивідуальних побутових споживачів діяв тариф при обсязі споживання до 250 кВт·год — 1,44 грн (0,05 дол.) за 1 кВт·год, понад 250 кВт·год — 1,68 грн (0,06 дол.) за 1 кВт·год.
Відповідно до постанови КМУ № 544 від 30 травня 2023 року, з 1 червня 2023 року, урядом встановлено новий єдиний (незалежно від кількості спожитої електроенергії) тариф — 2,64 грн (0,07 дол.) за кіловат-годину. 
Поточні тарифи визначені у постанові КМУ № 632 від 31.05.2024, що підвищує тариф на електроенергію для населення до 4,32 грн (0,1 дол.)   за 1 кВт⋅год з 01.06.2024.
Цікаво, що в НКРЕКП наголосили, ніби економічно обґрунтована ціна на електроенергію на сьогодні в Україні, становить понад 6 грн за кВт·год — приблизно 0,16 дол. США. Для порівняння, в Європі 2022 року, тарифи коливалися від 0,06 дол. для Нідерландів, до 0,6 дол. у Данії, за кіловат-годину.

### Багатозонні тарифи
Заради рівномірного розподілу навантаження у часі на енергосистему, та згладжування вранішніх, вечірніх та денних сплесків споживання, в Україні з лютого 2015 року, діють багатозонні тарифи. Споживач може самостійно купити такий лічильник (приблизно вдвічі дорожчий за звичайний), а обленерго мусить його безкоштовно встановити й налаштувати — провести параметризацію (насправді-ж ця послуга платна і її вартість відрізняється у певного обленерго), проте їхня вигідність, може змінюватися у кожному окремому випадку (наприклад, чи переведено роботу електричного бойлера на нічний час, тощо).
Також згідно постанови КМУ, для власників багатозонних лічильників (лише для побутових споживачів, оскільки підприємства — з 1 січня 2019 року, повинні узгоджувати це з власним постачальником електроенергії) залишаються відповідні тарифи.
Власники двозонних лічильників (двозонної програми) сплачуватимуть:
- 0,5 тарифу вночі (23:00 — 7:00);
- повний тариф в інші години.

Власники тризонних лічильників (тризонної програми) платитимуть:
- 1,5 тарифу в години найбільшого навантаження (8:00 — 11:00; 20:00 — 22:00);
- повний тариф у напівпіковий період (7:00 — 8:00; 11:00 — 20:00; 22:00 — 23:00);
- 0,4 тарифу в години нічного найменшого навантаження на мережу України (23:00 — 7:00)[20].

### Тарифи для підприємств
Тарифи на електроенергію для непобутових споживачів (підприємств) відрізняються від тарифів на електроенергію для населення. Водночас, тарифи на розподіл електроенергії, у різних постачальників, будуть відмінними. До того-ж, розмір тарифу залежить від класу напруги (1-й або 2-й клас). Тарифи на розподіл електроенергії для всіх обленерго встановлює Національна комісія з регулювання енергетики і комунальних послуг (НКРЕКП).
Споживачі електричної енергії поділяються на 2 класи, диференційовані за ступенем напруги на межі балансового розподілу електропостачальних систем:
- 1 клас - споживачі, які отримують від електропостачальної організації електричну енергію із ступенем напруги 35 кВ та вище на межі балансового розподілу
- 2 клас - споживачі, які отримують від електропостачальної організації електричну енергію із ступенем напруги нижче 35 кВ на межі балансового розподілу

Тарифи на передавання електроенергії для непобутових споживачів (юридичних осіб) з 1 травня по 30 червня 2023 Послуги з передачі електричної енергії — 4300,25 грн (110,77 дол.) за 1 МВт⋅год, тобто 4,3 грн за одну кВт·год, без ПДВ (зокрема підтримка виробників електроенергії з альтернативних джерел — 2590,07 грн (70,08 дол.) за 1 МВт⋅год, без ПДВ). Тариф на послуги з передавання електричної енергії для підприємств «зеленої» електрометалургії — 2090,42 грн  (50,73 дол.) за 1 МВт⋅год, без ПДВ.
Станом на 1 червня 2023 року тарифи на розподіл електроенергії для непобутових споживачів становлять: від 300,72 до 4960,01 грн (8,4 - 130,56 дол.) за 1 МВт⋅год, без ПДВ для 1-го класу напруги та від 390,21 до 2207,86 грн (10,67 - 60,38 дол.) за 1 МВт⋅год, без ПДВ для другого класу.

## Керування навантаженням
Використання керування навантаженням, може допомогти електростанції досягти вищого коефіцієнта потужності, показника середнього використання потужності.
Невеликі комунальні підприємства, які купують електроенергію замість того, щоби виробляти власну, раптом дізнаються, що вони також можуть отримати вигоду, встановивши систему стеження за навантаженням. Штрафи, які вони повинні сплачувати постачальнику електроенергії за пікове споживання (у розвинених країнах), можна значно зменшити. Багато хто повідомляє, що система керування навантаженням спроможна окупитися всього за один сезон.
В деяких країнах, без централізованого керування розподілом навантаження з боку електропостачальних компаній, споживачі можуть отримувати грошову винагороду завдяки змінним тарифам впродовж доби, за добровільне зміщення в часі попиту на електроенергію, з пікових періодів.

## Цікаві факти
- Через особливості обліку електроенергії, в розмовній українській мові може часто вживатися дієслово «накрутити», наприклад — накрутило світла, крутить лічильник, скрутити лічильник, накручувати (щось зайве), тощо. Це походить від того, що в колишніх індукційних електролічильниках обертався диск під час енергоспоживання (чим більше увімнено споживачів, тим швидше обертання), що у розумінні людини пов'язується із витратами, та спожитою електроенергією.

## Джерело
- Постанова Кабінету Міністрів України від 26 липня 1999 р. N 1357 «Про затвердження Правил користування електричною енергією для населення»